# 黑水厅
黑水厅，清朝的厅。
光绪三十年（1904年）置，治所在今黑龙江省齐齐哈尔市。直属黑龙江省。三十三年（1907年）为黑龙江省会。三十四年（1908年）升为龙江府。1913年，龙江府改称龙江县。治齐齐哈尔城，隶属龙江道尹公署．